# 碰瓷
碰瓷源自北京地區的方言用語，指騙徒故意讓他人摔壞假貨，並要求以高價真品或索取高額金錢作为賠償的詐騙行為。後來引申為故意製造事故（如車禍或肢体碰撞）并假装受伤借以敲詐他人金钱的勒索行為。
最常见的碰瓷行为是假車禍，又可以分為車對車或人對車，前者通常是為了詐領保險金；後者則大多為了勒索醫藥費、慰問金。另外常见的是假装被撞倒摔伤，然后所要高额医药费和精神损失费。在商业方面进行碰瓷的是职业打假人，主要对商品说明书咬文嚼字，一旦发现问题就向商家索赔，变成了“职业索赔人”有的发现商品或服务的瑕疵，就通过多次投诉、举报和索赔来获取经济利益，一旦拿到钱款就撤回投诉举报；有的向徒弟收取学费，师徒合作或徒弟在师傅指导下四处“围猎”商家，抓住商品或服务的瑕疵大做文章，迫使商家退一赔三；还有的通过夹带、掉包、造假、篡改商品生产日期把过期商品放在超市、捏造事实等方式骗取经营者赔偿或者敲诈勒索。恶意索赔蔓延，使得企业苦不堪言、监管部门疲于应对，既损害了企业权益，挤占了维权渠道，又占用了社会资源、扰乱了市场秩序。职业打假成了碰瓷的一种形式。
2020年10月，中華人民共和國最高人民法院、中華人民共和國最高人民检察院、中華人民共和國公安部联合印发《关于依法办理“碰瓷”违法犯罪案件的指导意见》。

## 案例
| 日期              | 地点                 | 事件 | 无人救助 | 救助者被指为肇事者 |
| 1988年冬          | 辽宁省輝山           | 乔安山驾车途经辉山时将一位被车撞倒在地的老人送到了医院，并垫付了住院押金。之后老人的儿女找到了乔安山，指责其为肇事者，夺去了他的驾照，并要求他赔偿所有的损失。 |          | ✓                  |
| 2005年7月19日     | 江苏省南京市         | 在民警值班室内，面对众多旅客作证指责老太的不道德行为时，这位声称身上多处疼痛的68岁徐老太，却以要赶车为由偷偷地跑了。 |          | ✓                  |
| 2008年6月16日     | 陕西省西安市         | 中午，20岁的河南小伙张衡见一位老人倒在地上，便好心去扶起来。谁知道老人一把抱住他，说是他倒车时撞上的。事发现场很多人证明张衡是冤枉的。 |          | ✓                  |
| 2009年2月22日     | 江苏省南京市         | 一名75岁南京老汉在下关区三汊河公交车站下车时，跌倒在公交车后门爬不起来，身后的乘客不敢上前救助，老汉大喊：「是我自己跌的，你们不用担心。」这时才有乘客敢上前救助他。 | ✓        |                    |
| 2009年6月2日      | 江苏省南京市         | 一名七旬老人倒在南京浦口区江浦街道市民广场地上，口吐白沫动弹不得，可是20分钟内，周围围了一圈人却没人伸出援手。最后，城管队员小赵喊来了救护车把他送到医院进行急救。 | ✓        |                    |
| 2009年8月8日      | 贵州省都匀市         | 市民彭女士驾车路过夜市摊，因堵车而停车时扶起了一位摔倒在路边的老太，结果老太一下子冲上去抱住彭女士轿车的后视镜，坚称是彭女士撞的她。 |          | ✓                  |
| 2009年9月19日     | 重庆市               | 一位80岁左右的老翁在重庆南坪一条商业街边的人行道上摔倒，手足抽搐。周围来往的行人络绎不绝，也有不少人停下脚步，却始终没有人上去扶老人一把。 | ✓        |                    |
| 2009年10月21日    | 天津市               | 车主许云鹤沿天津市红桥区红旗路行驶，遇到正在红旗路上由西向东跨越中心护栏的老人王秀芝倒地受伤。许云鹤称是下车搀扶王秀芝，而王秀芝则称，被许云鹤撞倒。2011年6月16日，一审法院判决许云鹤赔偿王秀芝10万余元。由于没有有效的人证、物证，无法确定到底王秀芝是被撞伤还是自己摔倒？案情扑朔迷离。而一审判决的理由受到舆论诟病，有人更将其称为“彭宇案”的翻版。二审维持原判。 |          | ✓                  |
| 2009年11月14日    | 重庆市               | 万州区分水中学初二学生万鑫赶场途中曾扶起1名摔倒的老太。其后老人及其子女指他是肇事者，将他告到法院，要求其父母赔偿。因为证据不足，法院一审驳回老人的诉讼请求，老人及其子女上诉到市第二中级人民法院。但开庭这天，老人主动要求撤诉。 |          | ✓                  |
| 2009年12月6日     | 浙江省杭州市         | 62岁的丁大伯走在路上，患有冠心病的他突然一头栽倒不省人事。当时，不少路人目击了他倒地，可大家除了打120和110之外，没人敢实施救助。40分钟过去老人才到医院，但因延误了最佳抢救时间不幸去世。 | ✓        |                    |
| 2010年2月13日     | 山东省青岛市         | 八旬老太崔女士在家门口附近倒在一辆面包车旁，车主不顾他人劝阻将老太扶起，老太自称被该车刮倒，到医院检查后发现胯骨骨折。老太家人声称：“老太太尽管听力上有障碍，但心里丝毫不糊涂，连当时被刮倒时声响很大、自己的拐杖被压在面包车下等细节，都记得清清楚楚。”有目击者在看到新闻之后，出面指证老太是自己滑倒，并非面包车车主所为。 |          | ✓                  |
| 2010年7月10日     | 江苏省泰州市興化市   | 陽山大橋附近一名老人騎三輪車下橋時不慎摔倒，躺倒在地爬不起來，前後長達15分鐘之久。其間不少人經過該處，現場有不少人圍觀，但始終無人伸手拉老人一把。有人還在現場提醒其他人：「不能扶他起來啊，會沾在手上。」老人躺在馬路中央約15分鐘後，被120急救車接走。 | ✓        |                    |
| 2010年8月16日     | 广东省广州市         | 黃埔區長洲安新街深井碼頭附近，一位老伯在雨中行路時摔倒，1個小時內沒有人去查看，等到120救護車前來搶救，老人已經離開了人世。記者注意到，事發地點前後20米內的幾家店鋪都關了門，稍遠一點的店鋪老闆告訴記者，他也一早就看到這名老人在雨中摔倒，「確實是怕惹麻煩上身，被反咬一口，這種事情是說不清楚的。」 | ✓        |                    |
| 2010年9月23日     | 江苏省南京市         | 一名魏姓老太外出时被车撞伤，10多辆过往车辆都不肯送其进医院，最后72路车驾驶员杨洋将她送到了医院。老太除头部缝了14针外，右胳膊和左腿骨折，不过因治疗及时，老太得以脱离生命危险。 | ✓        |                    |
| 2010年11月23日    | 浙江省金华市         | 一名吴姓司机驾驶自己的三轮摩托车，并载有一名同村村民，在开到金华市婺城区瀛洲村时，在鸣叫了喇叭示意后超车过去20米后的情况下，三轮摩托车旁边两名驾驶电动自行车的老人突然翻车摔倒。吴姓司机马上停车将两位老人送到医院并垫付了1000元的医药费，但是老人却一口咬定是吴姓司机驾驶三轮摩托车撞了他们后才摔倒的。坐在吴姓司机的三轮摩托车上的同村村民表示司机只是超车，并没有撞到老人。在2011年6月3日，金华市婺城区法院一审判决吴姓司机承担事故的主要责任，并且要承担本次事故原告损失的70%，赔偿原告69602.4元；原告承担次要责任。后来吴姓司机不服判决结果而上诉至金华市中级人民法院，在8月30日中院作出维持一审判决的终审判决。12月15日，法院强制执行终审判决。 |          | ✓                  |
| 2010年12月15日    | 广东省深圳市         | 福田区一位老人在小区里跌倒，保安和路人无一上前搀扶。20多分钟后，老人的儿子外出时发现老人孤零零趴在地上，额头磕破流血，鼻子紧贴地面，已没有了呼吸。 | ✓        |                    |
| 2010年12月29日    | 福建省福州市         | 六一北路与湖东路交叉路口附近，一位83岁退休老干部摔倒在人行道上。附近五六人驻足围观，但没人敢出手相助。就在两名女子试图将其搀扶起来时，旁人的一句“善意提醒”，又让她们缩回了手，随后拨打了110、120。当医护人员到达时，老人已经停止了呼吸。 | ✓        |                    |
| 2011年7月初       | 海南省               | 广州军区某测绘大队下士小刘完成测绘任务后，骑自行车返回宿营地途中，见一位老大爷昏倒路旁，急拨120急救电话，与医护人员一起将其送到医院，使其转危为安。不料老人亲属赶来后，一口咬定小刘是肇事者，不但逼他赔偿医药费，而且声称要到部队告他。小刘无奈之下被迫从银行卡中取出3000多元付了医药费。 |          | ✓                  |
| 2011年7月15日     | 广东省肇庆市         | 肇庆青年阿华在扶起倒地的70多岁阿婆却遭诬陷，在警方提出要调监控录像后，老人和家属主动澄清，自己摔倒与阿华无关。 |          | ✓                  |
| 2011年8月1日      | 上海市               | 来自河南省洛阳市的女孩陈媚捷在上海实习期间，救出三名遇险儿童，自己身受重创。2011年10月10日，救人者陈媚捷向媒体倾诉自己的遭遇：自己受伤后导致瘫痪，反遭被救方诬伤，而且上海市宝山区罗泾镇人民政府拒绝将陈媚捷的行为评定为见义勇为，政府的行为引发了广泛争议。 |          | ✓                  |
| 2011年8月27日     | 江苏省如皋市         | 南通汽运集团飞鹤快客公司司机殷红彬在驾驶途中，看到一名年迈的老人摔倒在张黄立交桥上（高速公路），他将车停稳后，下车将老人扶起。将老太扶起后交由路过村民送医。老太石某随后指认殷红彬是肇事者，其子随即报警。好在车内有监控录像，将殷红彬整个救人过程记录了下来，车上乘客也证实殷红彬是救人而非肇事逃逸。事情经中央电视台披露后引起广泛关注，石某及其子在电视节目播出后突然改口，承认司机殷红彬是救人。 |          | ✓                  |
| 2011年8月28日     | 湖北省武汉市         | 武汉一电动车主胡师傅因好心扶起不慎摔倒的八旬老太，反被老太认定是撞人者。就在车主自认倒霉，准备赔200元了事时，在数名现场目击者的坚持下，交警判定这起事故并非交通事故，让车主离开现场。 |          | ✓                  |
| 2011年9月3日      | 湖北省武汉市         | 一位八旬老伯出门买菜，在离家不足百米的地方迎面摔倒，路人无人敢上前救助。大约一个小时以后，老伯的家人将其送往医院，但老伯因耽误了最佳抢救时间不幸过世。 | ✓        |                    |
| 2011年10月13日    | 广东省佛山市         | 2011年佛山女童被碾事件，佛山一名两岁的女童小悦悦被面包车撞到在地，几分钟后又被一货柜车碾过。7分钟内在女童身边经过的十八个路人，但没有一人实施救助。最后，第十九位路人即中年清洁女工陈贤妹把小悦悦抱到路边并找到她的妈妈。 | ✓        |                    |
| 2011年10月16日    | 湖北省武汉市         | 一女士在汉口民权路铜人像附近被电动车撞倒后，被一名15岁的男孩扶起，女士咬定男孩为肇事者，而男孩表示，事发时他驾车往江边方向行驶，前面距离他五六米有一辆电动车装满了货物，将路边的一名女士撞倒后直接开走，他见状连忙停车上前搀扶女士，“当时，她还对我说背时啊，背时（注：“背”为第三声，方言，意为倒霉），谢谢你。警察一来，她却一口咬定是我撞的。” |          | ✓                  |
| 2011年10月20日    | 广东省佛山市         | 高明区荷城街道岗头王村路边，一位脚穿球鞋的老人扑倒在地，侧向路面的头部口鼻流血。路人纷纷见而避之，摩托车行过都调头而去。第一位报警者江先生报警后，医生到场发现老人已无生命迹象。 | ✓        |                    |
| 2011年10月28日    | 江苏省泰州市         | 一八旬老太在大街上故意跌倒后，被两名路过的学生扶起，老太咬定两人为肇事者，但目击者都为两名学生作证、并表示该老太诈摔敲诈讹钱不是第一次了。 |          | ✓                  |
| 2012年1月16日     | 广东省佛山市         | 傍晚在禅城区升平路与高基街交界路口，一位老伯行过斑马线时，在一台停车等待的小车前跌倒。小车车主下车掺扶后，被老伯指为肇事者。虽有人证证实车主非肇事者，但车主仍被交警拖车调查。后来车主因春节快到，怕麻烦，于是赔钱了事。 |          | ✓                  |
| 2012年7月25日早上 | 湖南省湘潭市         | 鱼贩王培军骑着三轮摩托进货回菜市场，经过雨湖区城正街派出所门前拐弯处时，不慎与一名卖小菜女子所骑的三轮车发生刮擦，女子跳车时撞倒了从她身后经过的83岁老太太袁某。袁倒在地上，王培军立刻上前将她扶起。买菜路过的陈建民从路边商店搬来一把小凳子让袁坐下休息。袁称王培军撞到了自己，要他赔钱、负责。王培军与卖小菜的女人商量，两人共拿了100元钱给袁某，王培军出了60元，卖小菜的女人出了40元。随后，袁某要王培军带她去医院检查，陈建民也跟着一起去了附近的一家医院。袁某拍了3张X光片，检查结果显示没问题，王培军支付了所有费用。从医院出来后，袁某没再说什么。第二天一大早，袁某找上门来，称胸口很痛，要王培军赔偿7000元，她要到其他医院治疗。经过城正街派出所调解，王培军支付了6500元。袁某打的收条上写着“一次性负担，以后不负任何责任”，城正街派出所副所长王卫民在上面签了字。8月6日上午，城正街派出所又叫王培军去调解，原因是袁某的儿子和儿媳找到派出所，称袁某断了5根肋骨，医疗费已花去2.3万多元，之前赔偿的6500元根本不够。经协商，王培军同意再赔偿6000元。8月7日，王培军来到城正街派出所，打电话给袁某的儿子，要他过来拿6000元赔偿金，对方却反悔了，要求赔偿20万元才能了结。王培军回到店里，没有心思开店，给妻子打了个电话，将当天发生的所有事情都告诉了她。8月7日中午，王培军在店里喝农药自杀死亡。 |          | ✓                  |
| 2013年4月5日      | 吉林省长春市         | 长春市大马路与东三道街交会处财神大厦2楼的市场里，一名老人购物后突发脑梗塞昏倒，178人路过没有采取行动，其中有人跨过老人身上；仅有1人协助拨打120求救，1人现场救助并守护。后经调查发现此事系媒体误导，真相是媒体发的视频是一救护过程，早已有人拨打了120，由于该患者口有白沫，疑脑部受伤，不能随意搬动，并且事发地点顾客必经的小道，比较狭窄，在旁边守护的人提示指引下，行人在不碰到病人的情况下从旁边经过。 |          |                    |
| 2013年6月15日     | 四川省达州市         | 达州市江先生反映，他儿子和另两个小朋友在楼下玩耍，看见一太婆摔倒便上前去扶，不料太婆起身后却说是3个孩子打闹将自己撞倒的，赖上了家长，太婆痊愈后甚至住到了自己家中，要求赔偿医药费。太婆咬定家长喊冤，双方达成口头协议，3位家长各赔2500元。11月22日，达州市公安局达川区分局对蒋婆婆和儿子实施行政拘留、罚款等处罚。 |          | ✓                  |
| 2013年6月21日     | 北京市               | 北京西站北广场一男子突发心脏病连人带电动车摔倒在路边，一路人拿走其兜内的2元钱，骑走其电动车；路过的14名路人对此无视，男子倒地半小时后被民警送医，但已不治。 | ✓        |                    |
| 2013年7月4日      | 广东省广州市         | 当日上午7时许，一位阿婆晕倒在越秀区德政北路十字路口不远处，在半小时的时间内有多名路人路过，却无人伸出援手，直到街坊邻居拨打了110和120，可惜为时已晚。 | ✓        |                    |
| 2013年7月28日     | 辽宁省盘锦市         | 上午8时，在盘锦辽河油田工作的王兰乘坐23路公交车去上班。当天车上人挺多，到了钻井市场站点时，不少乘客都在车门处准备下车。王兰女士告诉记者，下车时她看到前面有人倒了，出于本能反应，她伸手扶起老人，期间还有一位热心人帮着搀扶老人到站点台阶上坐下。本以为帮人解了危困，刚舒了口气的王女士被对方的一句话震惊了，“我下车时候，就她离我最近。”老太认定是王女士在下车时撞到她，这才把脚扭了。经过协调，监控录像被调取出来，这才还原了当时的情况—监控录像显示，老人是自己摔倒的，而王女士在老人摔倒前与她没有任何的身体接触。 |          | ✓                  |
| 2013年7月30日     | 上海市               | 一名六十多岁的老太在上海市金山区金张公路2218号门口中暑晕倒，口吐白沫，周围群众无一人伸手帮忙，但有群众拨打120呼叫救护车，老人于当晚11点恢复知觉，并联络上了家人。 | ✓        |                    |
| 2013年8月15日     | 山东省济南市         | 一老人从树上坠落受伤，过路女子好心拨打120。岂料老人拒绝救助，次日昏迷后被送往医院经抢救无效死亡。意外的是，老人亲属认定老人遭谋害，并将矛头指向报警女子。 |          | ✓                  |
| 2013年9月9日      | 福建省泉州市         | 下午4时许，在泉州市区东街与金池路交叉路口，一名六旬男子骑自行车摔倒，无人上前搀扶。半小时后，老人才被120救护车送医救治，并被诊断为脑内出血。 | ✓        |                    |
| 2013年9月10日     | 内蒙古呼和浩特市     | 一位年过六旬的老太太在商场购物时不慎滑倒，剧烈的疼痛让她无法站起来，向路人求助却没有得到任何帮助。大约半小时后，老人才由赶来的家人扶起接走。 | ✓        |                    |
| 2013年9月15日     | 浙江省温岭市         | 一名骑车阿婆摔倒在地，一名骑摩托车的中年妇女叫女儿上去搀扶。结果阿婆说是摩托车撞倒了她，而中年妇女说是阿婆自己摔倒的，她做了好事反而遭到诬陷，一时引起市民议论纷纷。 |          | ✓                  |
| 2013年10月30日    | 广东省汕头市         | 汕头市两名高三学生看到一名骑电动车的老人摔倒在地，立即上前将其扶起并护送回家，没想到摔倒老人称是两名学生导致其摔倒受伤的，要求两人担责并赔偿，家长无奈赔了1200元。经过近半个月调查和目击者的证实，受助老人承认自己一时糊涂，并登门致歉。 |          | ✓                  |
| 2013年12月31日    | 广东省河源市         | 河源市东源县漳溪乡村民吳偉青骑摩托外出，其自称在途中遇到一名八旬老人摔倒在地，好心将其扶起送医，不料反被老人咬定自己就是肇事者。两天后，认为有冤无处说的老吴，在巨大心理压力下，选择自杀身亡来证明清白。 |          | ✓                  |
| 2014年2月4日      | 山东省烟台市         | 山东烟台一老人俯卧在地，有巡警看到拨打120并将老人扶起。谁料，老人苏醒第一句话是：“小伙子你怎么撞我？”幸亏民警携带执法记录仪得还清白。 |          | ✓                  |
| 2014年2月14日     | 浙江省宁波市         | 宁波的郑女士在追赶公交车时不慎摔倒，她的腿曾经骨折过，这么一摔，旧伤复发，她躺在路边，用宁波话喊了20多分钟“是我自己摔倒的，谁帮帮我”也没人理会。当时天寒地冻，正当她要哭出来时，一名路人看不下去了，替她拨了110。 | ✓        |                    |
| 2014年2月20日     | 河南省洛阳市         | 一小伙看见一老人在商店门前摔倒，立刻上前将其扶起，不料却被老人骂了一句“你害我干啥？”后在警方见证下，并调取监控录像，还原了“老人自己倒地”的真相。 |          | ✓                  |
| 2014年2月28日     | 广东省广州市         | 快递小哥刘某开车在白云区嘉禾街鹤边路拐弯时发现后方一摩托车摔倒，将对方送至医院。后得知摩托车司机是村治保队员，又陪同对方至办公地点，结果自己的车辆被扣，还被要求赔偿5000元。对方认为，摔倒乃刘某间接导致，交警则证实，双方没发生交通事故。 |          | ✓                  |
| 2014年3月15日     | 广东省深圳市         | B683路公交车司机马爱平在正常进站上下客的时候，一老太太摔倒在离车有一定距离的地方，热心的司机马爱平立刻上去搀扶，不料老太太一口咬定是马爱平未等她下车，就关闭车门，导致她摔倒，理应为此事负责。事后深圳南山区公安分局公布事发时的视频，视频显示，老太下车后自行走出三步，随后一脚踩在台阶上跌倒。公交车司机马爱平说，他心里的石头落了地。不过，他垫付的2000元钱还没拿回来，对方家属表示要由律师介入处理。 |          | ✓                  |
| 2015年1月11日     | 浙江省丽水市         | 浙江丽水一老人酒后在街上摔倒，高喊“扶我一把”。吴医生路过，拉起老人。老人却抓住他说：“你把我摔倒了，你赔我钱！”事后，民警调看监控加上10多位市民作证还原了真相。 |          | ✓                  |
| 2015年2月1日      | 浙江省玉环县         | 下午4点30分左右，一名老人（陈喜文）摔倒在马路中间。8分钟时间内，4辆车和23名行人路过，除一位老年女子上前查看后前往老人家中找人帮忙外，其余人都只是看看，无人搀扶。最终，老人遭一辆白色轿车拦腰碾过（当场死亡），并被拖行一段距离。事发村村主任表示，摔倒老人无人扶事出有因。死者酗酒，常发酒疯耍无赖。以前也曾多次摔倒过，并向扶他的人讹诈。 | ✓        |                    |
| 2015年3月25日     | 湖北省洪湖市         | 下午3时许，洪湖市公安局峰口派出所接到110指令称：有一老人因病倒在洪湖市峰口镇大市场路口。接警后，该所值班民警荣卫国迅速带队赶到现场，发现老人满身是血，现场围观群众很多，但由于害怕“引火烧身”竟无一人敢上前将老人扶起。 | ✓        |                    |
| 2015年4月12日     | 福建省福州市         | 上街荷塘派出所的林警官驾驶警车回派出所，发现路边有一辆电动车和两位受伤老人。林警官下车查看，不料对方竟责骂林警官，称是因为避让警车才撞到。老人先去医院治疗，林警官随后调出监控，老人终于承认因不愿承担医疗费才冤枉民警。 |          | ✓                  |
| 2015年4月23日     | 安徽省舒城县         | 安徽舒城初三女生小何骑车上学时，见一老太摔倒忙上前搀扶，不料老人一口咬定是小何撞了她，交警反复勘查，终还小何清白。4月21日，老人伤愈出院时，善良的小何不计前嫌，带着家人向这位经济困难的老人捐款千元。 |          | ✓                  |
| 2015年4月24日     | 北京市八达岭长城     | 49岁的周女士来北京旅游，在长城脚下摔倒，面部朝下无人扶，老乡赶到后送医，但仍抢救无效死亡，医生称其因摔倒时失去意识，最终窒息死亡。 | ✓        |                    |
| 2015年4月23日     | 四川省彭州市         | 四川彭州一老人骑自行车过马路时，在一路口不慎摔倒。而后，一名骑着自行车路过的学生停车，热心地问候伤情。不过，该学生却遭到老人的诬陷，称是学生将其撞倒。好在当地公安调取监控画面，为学生证明了清白。 |          | ✓                  |
| 2015年8月12日     | 江苏省南京市         | 小葛骑车经过南京和燕路时，看到一中年女子被经过的一辆车撞倒在地，小葛赶紧下车要扶该女子，路过的李大爷劝：“小伙子你别扶，我没有车我来扶不要紧”，但小葛称年轻人看到总要去扶，就将其扶起，却被女子咬定是肇事者。 |          | ✓                  |
| 2015年8月14日     | 陕西省汉中市         | 14日，在陕西汉中，中学生小何冒雨搀扶一位摔倒老人。没想到，送医后老人却说小何绊了他，并索要500元治疗费。小何哭着给爸爸打电话，父亲赶到后报警，还好监控还了小何清白：是小何发现老人摔倒后掉头搀扶老人。民警对老人进行了批评教育。 |          | ✓                  |
| 2015年8月16日     | 广东省江门市         | 广东江门一位60多岁的老头上演“碰瓷”，因早先多次碰瓷早在朋友圈“成名”而被市民认出。面对指责，老头欲骑车逃走，4名交警上前阻拦，前一秒倒地呻吟的他竟挣脱了交警。最终，老头被警察制服带走调查。 |          | ✓                  |
| 2015年8月30日     | 河南省开封市         | 河南开封市，由于刚下暴雨街道马路积水，水深没脚踝，但无碍车辆行驶。一名穿深色上衣的老人，驾驶一辆电动车慢速驶过，到路中央时不知何故突然摔倒，车翻人倒地，半浸在并不算深的水中，老人在水中挣扎不起。就在老人倒地时路边有多人目击，其中两女一男见状即刻淌水过去，但靠近落水者看一眼后，不但没有伸手去拉，而是马上又缩回路边，其中一女指手划脚示意其他人上去救人，但无人愿意，她也离开。其后又有多辆汽车驶过失事者旁，均视若无睹，直到过了3分钟后，老人已无动静仰躺水面，被水浪冲离原位，才有几名路人过去，将他拖到路边，但已无呼吸与心跳。 | ✓        |                    |
| 2015年9月8日      | 广东省广州市         | 南方都市报报道，一名年轻女子伏倒往黄埔方向的员村山顶公交车站，路人为她打伞，不敢施救。救护车到达时，该女子已经失去生命体征至少20分钟。医生表示，如果事发时有人扶她一把，并进行胸外按压，就能为医生抢救争取时间。 | ✓        |                    |
| 2015年9月8日      | 安徽省淮南市         | 淮南师范学院女大学生袁某发微博称扶摔倒老人（桂某某）被讹，寻找目击者以证清白。9月21日，警方认定袁某骑车经过老人时相互有接触，袁某承担主要责任，桂某某承擔次要責任。 |          | ✓                  |
| 2015年9月16日     | 广西壮族自治区来宾市 | 广西来宾一老人突然倒地，并碰到旁边女孩晓莹。晓莹把老人送医并垫钱，但否认自己碰到老人。“如果不是她绊倒我，为什么说对不起？还帮出医药费？”老人和家属坚称晓莹绊人。找到监控视频后，警方还了晓莹清白。 |          | ✓                  |
| 2015年10月10日    | 北京市               | 北京市海淀区一名8旬老太称被骑车路过的女孩的撞倒，“没你的事你干嘛还报警啊？”周边的路人作证女孩未撞人，最终，监控录像完整还原了事件真相：老人自行撞倒，并撞击到了女孩。 |          | ✓                  |
| 2015年10月31日    | 广西壮族自治区南宁市 | 南宁市1074女主播姚钰发现一电动车车主受伤倒地，姚钰与友人下车施救，随后报警。救护车来到后，受伤男子突然挣脱120的医生，趴到姚钰的车辆引擎盖前，一口咬定是她撞了他。所幸，调出行车记录仪还了她的清白。 |          | ✓                  |
| 2015年11月16日    | 四川省攀枝花市       | 在路上，遇到年过七旬的亲戚张老太摔倒，张先生好心将老人扶起，还将其背回家并送往医院，垫付了检查费用。让人没有想到的是，老人伤愈出院后，却一纸诉状将扶人者告上法庭，称被他家的羊撞了，索赔3万多元。 |          | ✓                  |
| 2015年12月22日    | 福建省泉州市         | 小伙扶人疑遭讹，刚出店看到路过的这辆电动车突然摔倒，好心帮忙扶起来，结果对方往小伙身上抹血。 |          | ✓                  |
| 2016年4月29日     | 广东省广州市         | 家住广州市天河区珠村的刘婆婆去学校接孙子放学，没想到刚进校门不远就倒地不起，约20分钟后赶到的医护人员对其抢救无效死亡。家长质疑学校没有校医进行紧急施救，而校方则称不存在不闻不问，只是校医不够专业，生怕一个动作对刘婆婆伤害更大，因此选择等待专业医护人员到场施救。 | ✓        |                    |
| 2017年9月8日      | 江苏省徐州市         | 近日，一徐州女子王芳（化名）骑行时，发现一辆电动车急刹摔倒，骑车女子摔得满脸是血。王芳见状赶忙下车查看情况，并想帮着把电动车扶起，结果对方一口咬定王芳把她撞在地上。最终，警方调取了监控，证明了王芳的清白。 |          | ✓                  |